# Diocese de Blumenau
A Diocese de Blumenau (Dioecesis Florumpratensis) é uma circunscrição eclesiástica da Igreja Católica no Brasil. Foi criada em 19 de abril de 2000 pelo papa João Paulo II. Sua sede é a cidade de Blumenau, estado de Santa Catarina. Pertence ao Conselho Episcopal Regional Sul IV da Conferência Nacional dos Bispos do Brasil.

## Histórico
Em 18 de fevereiro de 2009, o Papa Bento XVI, acolhendo o pedido de renúncia do Governo Pastoral da Diocese, de Dom Angélico, nomeou como seu segundo Bispo Diocesano a Dom José Negri, PIME, até então, Bispo Auxiliar da Arquidiocese de Florianópolis, cuja posse aconteceu no dia 4 de abril de 2009 na Catedral São Paulo Apóstolo. Em 29 de Outubro de 2014, o Papa Francisco nomeou Dom José Negri como Bispo-coadjutor da Diocese de Santo Amaro.
Em 24 de junho de 2014, Papa Francisco nomeou Rafael Biernaski como bispo diocesano de Blumenau, cuja cerimônia de posse ocorreu em 29 de agosto de 2015 na Catedral São Paulo Apóstolo.
Abrange treze municípios: Blumenau, Gaspar, Ilhota, Navegantes, Penha, Piçarras, Luiz Alves, Indaial, Timbó, Pomerode, Benedito Novo, Doutor Pedrinho e Rio dos Cedros. 
Em 5 de novembro de 2024, passa a fazer parte da província eclesiástica da Arquidiocese de Joinville.

## Bispos
|                          | Nome                        | Período    | Notas                                  |        |
| Bispos                   | Bispos                      | Bispos     | Bispos                                 | Bispos |
| ------------------------ | --------------------------- | ---------- | -------------------------------------- | ------ |
| 3°                       | Rafael Biernaski            | 2015–atual |                                        |        |
| 2º                       | José Negri, PIME            | 2009–2015  | Nomeado Bispo coadjutor de Santo Amaro |        |
| 1º                       | Angélico Sândalo Bernardino | 2000–2009  | Renunciou por idade                    |        |
| Administrador Apostólico |                             |            |                                        |        |
|                          | João Francisco Salm         | 2015       | Bispo de Tubarão                       |        |